# Акватипія
Акватипія (італ. aqua — вода, дав.-гр. τύπος — відбиток) — техніка друкування зображень, наприклад, способом високого друку, водною знежиреною друкарською фарбою, наприклад, гуашшю або темперою. Відтиснення отримані у такий спосіб нагадують акварелі по м'якості та прозорості фарб. Звідси походить назва техніки. 
Технікою послуговувалися М. М. Тарханов, Є. С. Кругликова, К. І. Рудаков, В. В. Лєбєдєв тощо.